# لیکوی تپه‌ای آفریقایی
لیکوی تپه‌ای آفریقایی (نام علمی: Pseudoalcippe abyssinica) نام یک گونه از تیره سسکیان است.